# ARNtm
L'ARNtm (ou ARN 10Sa) est un petit ARN impliqué dans le contrôle qualité des ARNm et de la traduction chez les procaryotes. Son rôle est de permettre le recyclage des ribosomes 70S bloqués en cours de traduction, par exemple parce que l'ARNm a été clivé. Leur intervention permet aussi la libération et la dégradation des protéines incomplètes résultants de la traduction partielle de l'ARNm.
Son nom indique qu'il possède à la fois des caractéristiques d'un ARN de transfert et celles d'un ARN messager. À l'heure actuelle le gène SsrA qui code l'ARNtm a été retrouvé dans tous les génomes bactériens séquencés, mais pas encore dans un génome eucaryote ou d'archées.
S'il y absence d'un codon stop sur un ARNm, le ribosome ne peut pas s'en détacher. Le recrutement d'un ARNtm va introduire un codon stop permettant la libération du ribosome de l'ARNm, c'est ce que l'on appelle un phénomène de trans-traduction. Il semblerait que 2 à 4% des traductions bactériennes se terminent par une trans-traduction.

## Mécanisme
Cet ARNtm a les propriétés d'un ARN de transfert en plus de celles d'un ARN messager.
Le ribosome permet la lecture de l'ARNm jusqu'à son extrémité 3'. Cependant le codon stop permet la capture d'un facteur de relargage qui permettra d'arrêter la synthèse de la protéine. En l'absence de ce codon, le ribosome laisse son site accepteur A libre pendant l'élongation, marquant une pause traductionnelle.
Ce site permet le recrutement d'un ARNtm (chargé par l'alanine) et l'addition d'une alanine à la protéine synthétisée. Le ribosome change alors de matrice et se fixe sur l'ARNtm permettant l'ajout d'une alanine ainsi qu'une séquence hydrophobe d'environ 10 acides aminés sur la protéine tronquée. Ce marquage permettra aux protéines tronquées d'être dirigées par des protéases qui les éliminera.
D'autres évènements permettent aussi de laisser le site accepteur du ribosome libre, telle que la présence de codons rares générant une carence en ARNt aminoacylés correspondants.